# Abeledo (Abadín)
Abeledo (llamada oficialmente Santa María de Abeledo) es una parroquia española del municipio de Abadín, en la provincia de Lugo, Galicia.

## Organización territorial
La parroquia está formada por veintidós entidades de población, constando quince de ellas en el nomenclátor del Instituto Nacional de Estadística español:

### Entidades de población
Entidades de población que forman parte de la parroquia:
- Abeledo de Abaixo
- Abeledo de Arriba
- Abesada (A Vesada)
- A Torre
- Cabo de Vila
- Campo (O Campo)
- Carballo (O Carballo)
- Coto (O Coto)
- Coroza (A Coroza)
- Foxacos
- O Carboeiro
- Os Caxigos
- Pasandellos (Os Pasandellos)
- Outeiro (O Outeiro)
- Regas (As Regas)
- Reboira (A Reboira)
- Sabugos
- Touceiras
- Toxeiro
- Trasón

### Despoblados
Despoblados que forman parte de la parroquia:
- Fervoira (A Fervoira)
- Valiña (A Valiña)

## Demografía
| Gráfica de evolución demográfica de Abeledo entre 2000 y 2019 |
|                                                               |
| Datos según el nomenclátor publicado por el INE.              |

## Patrimonio
La iglesia de Santa María de Abeledo es el monumento artístico más dominante, que se sitúa sobre los restos de un antiguo castro. La iglesia se construyó en el siglo XVII.